# ГЕС Паміло
ГЕС Паміло (фін. Pamilon voimalaitos) — гідроелектростанція на сході Фінляндії в провінції Північна Карелія, за 40 км на північний схід від Йоенсуу.
Проєкт станції Паміло передбачав використання значного, як для озерного краю Фінляндії, перепаду висот на нижній ділянці річки Койтайокі між впадінням у неї протоки із великого озера Койтере та впадінням самої Койтайокі у річку Пієлісйокі (через озеро Пюхесєльке, інші елементи Сайменської озерної системи та Вуоксу належить до басейну Ладозького озера). Безпосередньо нижче приєднання протоки від Койтере до Койтайокі на останній спорудили невеличку греблю, яка утворила озеро Текоярві («водосховище»). Воно з'єдналось із озером Хейнаселькя, створеним далі на захід на Хейнайокі (ліва притока Койтайокі) за допомогою греблі заввишки 19 метрів. Хейнаселькя своєю чергою за допомогою каналу з'єднане із розташованим ще західніше озером Палоярві, із якого починається напірна шахта до підземного машинного залу станції Паміло. Відпрацьована вода потрапляє у відвідний канал, що веде до річки Luhtapohjanjoki та далі через озеро Ретуярві до Пієлісйокі. Таким чином, замість стоку до Пієлісйокі по природній долині Койтайокі, яка на нижній ділянці має північно-західне спрямування, створений інший шлях дренування по напрямку схід-захід: Койтере — Текоярві — Хейнаселькя — Палоярві — Лухтапохьянйокі — Ретуярві.  
Окрім греблі на Хейнайокі знадобилось спорудити біля 6,5 км земляних дамб, які допомагають утримувати призначені для забезпечення роботи ГЕС Паміло резервуари із загальною площею поверхні біля 200 км2 та об'ємом 900 млн м3, з якого 570 млн м3 складає корисний об'єм. Водозбірна територія при цьому становить 6550 км2.
Машинний зал станції, введеної в експлуатацію у 1955 році, первісно обладнали двома турбінами типу Френсіс потужністю по 29 МВт компанії GEC (General Electric Company of the UK, яка у 1999-му була перейменована у Marconi PLC). 1997 року до них додали ще одну турбіну такого ж типу потужністю 27 МВт виробництва російського заводу ЛМЗ (група «Силові машини»). При роботі із напором у 50 метрів вони виробляють 256 млн кВт-год електроенергії на рік.
У 2000-х роках власник ГЕС компанія Fortum розпочала послідовну модернізацію гідроагрегатів, до чого зокрема залучались підприємства «Силових машин» (ЛМЗ та «Електросила»).
ГЕС Паміло управляється із центрального диспетчерського пункту в Порвоо.